# Rákovica
Rákovica, 1912 és 1918 között Oltrákovica (románul Racovița, 1931-ig Racovița-Olt vagy Racovița-Oltului, népiesen Racoița vagy Racohița, németül: Rakowitza, szászul Rakevets) falu Romániában, Erdélyben, Szeben megyében, az azonos nevű község központja.

## Fekvése
Felek várostól 6 kilométerre délnyugatra, az Olt folyó partján fekszik.

## Nevének eredete
Neve szláv eredetű és 'rákban gazdag patak'-ot jelent. Első említése: Rackawytz (1494). Mai névalakja (Rakovitza) 1733-ban tűnt föl.

## Története
Román alapítású falu volt. Eredetileg királyi birtok, majd kétharmada Talmácsszékhez, egyharmada Fehér vármegyéhez került és különböző földesurai voltak.
1627-től egészen 1914-ig tartott határpere Felekkel egy, a Suru alatt fekvő, 510 hektáros terület tulajdonáért.
1765-ben az I. Román Határőrezredhez csatolták. A militarizálás ellen lázadozó lakosait más, környékbeli falvakba telepítették és helyükre máshonnan költöztettek be családokat. A település lett az ezred VII. századának központja. A határőrcsaládok művelésre 2,5–8 hektáros szántóföldeket kaptak. A vetésforgót 1777-ben vezették be.
1845-ben 4152 holdas határának művelési ágak szerint 60%-a volt erdő, 24%-a szántó, 8%-a rét és 6%-a legelő.
1848–1849-ben lakói David Urs parancsnoksága alatt harcoltak a magyar kormány csapatai ellen és részt vettek a fenyőfalvi csatában.
1851-ben polgári közigazgatás alá helyezték és 1876-ban Szeben vármegyéhez csatolták. 1907-ben kisközségből nagyközséggé alakult.
Az 1930-as évek végén fonalgyára létesült. 1937-ben határában építették föl a mârșai fegyvergyárat. A 20. század közepén sokan telepedtek le itt a mârșai üzem munkásaiként. Az Olton vízerőmű épül.

## Lakossága
1850-ben 1245 lakosából 1060 volt román és 177 roma nemzetiségű; 1237 görögkatolikus vallású.

2002-ben 2135 lakosából 2121 volt román és 14 magyar nemzetiségű; 1987 ortodox és 114 baptista vallású.
A legutóbbi népszámlálási adatokból nem derül ki, de 1988-ban a faluban több mint 300 roma élt, többségük aurár származású.

## Látnivalók
- Falumúzeum.
- Ortodox (korábban görögkatolikus) temploma 1887-ben épült. Ikonosztáza Octavian Smigelschi munkája 1906-ból.

## Híres emberek
- Itt született 1856-ban Dionisie Florianu cs. kir. vezérőrnagy.
- Itt született Călin Floarea operaénekes (1878–1966).
- 1848 júniusában, letartóztatása elől itt talált menedéket Simion Bărnuțiu.

## Testvértelepülés
- Carquefou, Franciaország

## Fordítás
- Ez a szócikk részben vagy egészben  a   Racovița, Sibiu című román Wikipédia-szócikk fordításán alapul.  Az eredeti cikk szerkesztőit annak laptörténete sorolja fel. Ez a jelzés csupán a megfogalmazás eredetét és a szerzői jogokat jelzi, nem szolgál a cikkben szereplő információk forrásmegjelöléseként.